# Dignac
Dignac é uma comuna francesa na região administrativa da Nova Aquitânia, no departamento de Charente. Estende-se por uma área de 27,66 km². Em 2010 a comuna tinha 1 354 habitantes (densidade: 49 hab./km²).